# HD 117440
HD 117440 (d Centauri, d Cen) – gwiazda podwójna w gwiazdozbiorze Centaura. Jest ona oddalona o około 1250 lat świetlnych od Słońca.
Obydwa składniki układu są żółtymi olbrzymami typu widmowego G. Główny składnik, d Centauri A, ma jasność obserwowaną równą +4,5, podczas gdy drugi składnik, d Centauri B, ma jasność równą +4,7. Co 78,7 roku obydwie gwiazdy okrążają wspólny środek masy układu. Półoś wielka orbity słabszego składnika ma 0,165 sekundy kątowej na niebie.